# 何敬康
何敬康（1977年—），現任香港立法會議員（選舉委員會），第十三屆中國人民政治協商會議廣東省委員，香港建制派Facebook群組「Save HK 救救香港」的創辦人。為現任全國政協副主席兼前澳門行政長官何厚鏵的侄兒。已婚。

## 简历
2022年12月18日，在2022年香港立法會選舉委員會界別補選中，何敬康成功當選成為第七屆香港立法會議員（選舉委員會）。當選後，何敬康表示期望將愛國愛港的理性聲音帶入議會。

## 外部連結
- 何敬康的Facebook專頁

| 香港立法會  | 香港立法會                             | 香港立法會 |
| ----------- | -------------------------------------- | ---------- |
| 前任： 孙东 | 立法會議員 選舉委員會 2022年12月19日－ | 現任       |